# Nubar Pascha

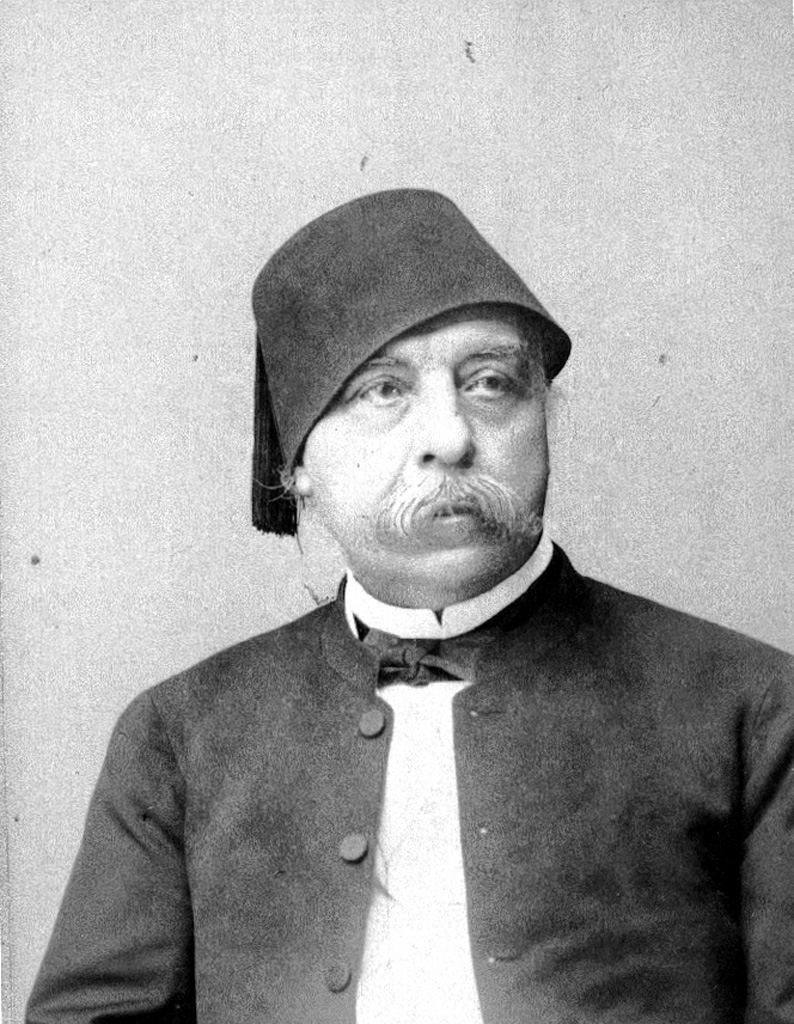
Portraitfoto von Nubar Pascha, undatiert

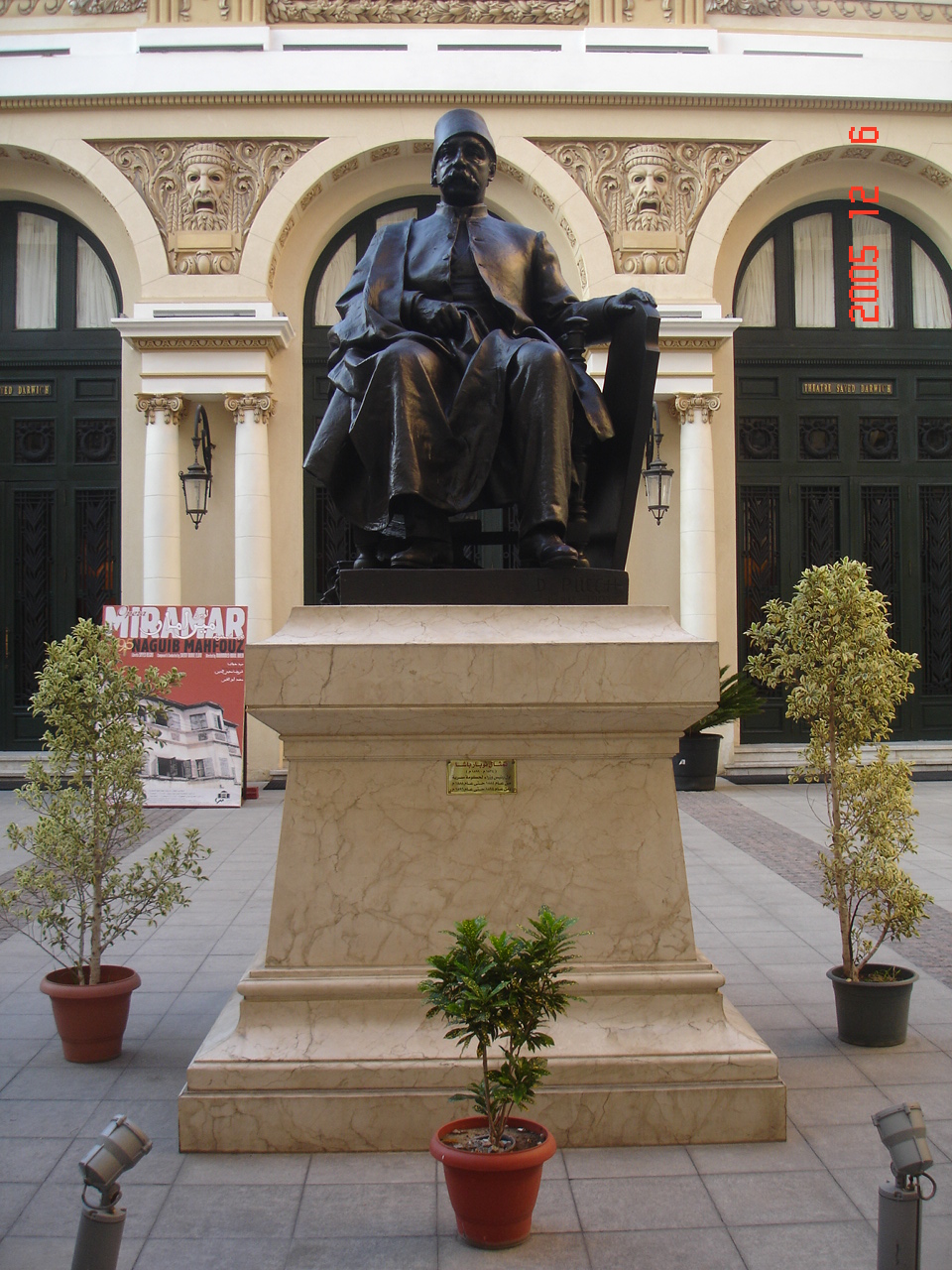
Statue von Nubar Pascha, von Denys Puech in Alexandria

Boghos Nubar Pascha (arabisch بوغوص نوبار باشا; * Januar 1825 in Smyrna, Osmanisches Reich; † 14. Januar 1899 in Paris) war ein ägyptischer Politiker armenischer Abstammung und der erste Premierminister von Ägypten. Im Laufe seiner Karriere war er dreimal Premierminister:
1. 28. August 1878 – 23. Februar 1879
2. 10. Januar 1884 – 9. Juni 1888
3. 16. April 1894 – 12. November 1895

Sein Sohn war Boğos Nubar Paşa, Gründer der AGBU.

## Leben
Nubar wurde 1825 im heutigen İzmir in der Türkei geboren. Sein Vater war ein armenischer Händler namens Mgrdich, seine Mutter eine Verwandte von Boghos Bey Yusufian, einem einflussreichen Minister im Dienste von Muhammad Ali Pascha. Auf Boghos Beys Veranlassung erhielt Nubar Pascha Unterricht in Vevey und Toulouse, wo er von Jesuiten unterrichtet wurde.
Kurz bevor er achtzehn wurde, reiste Nubar nach Ägypten, wo er bei Boghos Bey, der zu diesem Zeitpunkt Handels- und Außenminister war, eine Stelle als Sekretär erhielt. Nach einer achtzehnmonatigen Ausbildung wurde er zum zweiten Sekretär von Muhammad Ali Pascha befördert. 1845 wurde er Erster Sekretär von dessen Adoptivsohn und Erben Ibrahim Pascha, den er auf Reisen durch Europa begleitete.
Als Abbas Pascha 1848 Gouverneur von Ägypten wurde, übernahm er Nubar in seinen Dienst und schickte ihn 1850 als seinen Vermittler nach London, um mit dem osmanischen Sultan zu verhandeln. Da er erfolgreich war, wurde er zum Bey ernannt. 1853 wurde er für ähnliche Verhandlungen nach Wien geschickt, wo er anschließend bis zum Tod von Abbas im Juli 1854 lebte.
Der neue Gouverneur Muhammad Said entließ ihn aus seinem Amt, ernannte ihn aber zwei Jahre später zu seinem Chefsekretär. Zudem übergab er ihm die Verantwortung für die Transportgeschäfte zwischen Ägypten und Indien. In diesem Bereich engagierte sich Nubar hauptsächlich für die Fertigstellung der Eisenbahn zwischen Kairo und Sues. Said entließ ihn noch ein zweites Mal, schickte ihn dann aber wieder nach Wien, bevor er seinen Posten als erster Sekretär wieder zurückerhielt.
Nach dem Tod von Said im Januar 1863 wurde Ismail Pascha neuer Gouverneur. Mit ihm war Nubar befreundet, hatte ihm nach eigenen Aussagen sogar das Leben gerettet. Ismail sandte ihn als Vermittler nach Konstantinopel, wo er den Weg für die Pläne des neuen Gouverneurs ebnen sollte, zu denen unter anderem die Fertigstellung des Sueskanal gehörte. Wegen seiner Erfolge wurde Nubar zum Pascha ernannt.
Nubar Pascha suchte das Problem, dass die ausländischen Gesandtschaften ihre eigene Rechtssprechungsbefugnis in Ägypten hatten durch die Schaffung einer von der Regierung unabhängige Justiz mit europäischen Komponenten zu lösen. Hierfür wurde er Nubar Pascha von Ismail Pascha als Verhandlungsführer mit den europäischen Mächten ernannt. 1875 erreichte Nubar eine Einigung, welche zur Einrichtung Gemischtern Gerichtshöfe in Ägypten führte. Die Reform schaffte der Regierung aber keinen Spielraum, sondern das System wurde weiterhin durch die europäischen Staaten genutzt, um Druck auf die ägyptische Regierung auszuüben.
Ismail hatte das Land durch seine verschwenderische Vorgehensweise an den Rand eines Insolvenz gebracht. Er wurde schließlich von Großbritannien und Frankreich gezwungen, sich die Regierung mit Nubar, Charles Rivers Wilson als Finanzminister und dem Marquis de Blignières als Minister für staatliche Bauvorhaben zu teilen.
Nubar Pascha wurde in Folge Premierminister der 1878 auf Druck Großbritanniens und Frankreichs eingesetzten ägyptischen Regierung, welche unter der Kontrolle der Ägypten finanziell stützenden Mächten stand. Diese war dem Machtanspruch des Khediven entzogen und gründete auf dem Einfluss der europäischen Minister. Nubar Pascha ging hierbei eine Allianz mit Wilson ein, der als Finanzminister seines Kabinetts firmierte.
Unter dem Khediven Tawfiq fungierte Nubar Pascha von 1884 bis 1888 erneut als Premierminister. Er wurde auf Beitreiben der Briten abgesetzt. Anlass der Absetzung war die Ablehnung der Briten die Position des Chefs der landesweiten Polizei einem Ägypter zun übertragen.

## Memoiren
- Mémoires de Nubar Pacha. Hg. v. Mirrit Boutros Ghal, Librairie du Liban, Beirut 1983. Eine arabische Übersetzung erschien 2010 beim Verlag Dar El-Shorouk, übersetzt v. Garo Rober Tabakian, hg. v. Latifa Mohamed Salim.